# Mathieu Kassovitz
Mathieu Kassovitz, francoski filmski igralec, režiser in scenarist, * 3. avgust 1967, Pariz. 
Mathieu je sin francoskega režiserja Petra Kassovitza.
Mathieu Kassovitz je prejel nagrado za najboljšega režiserja na mednarodnem filmskem festivalu v Cannesu, njegov film La Haine je prejel tudi nagrado César za najboljši film leta 1995. Širše znan je Kassovitz postal z režijo filmov Škrlatne reke in Gothika. 
Kot igralec je ostal v spominu predvsem po vlogah v filmih Amelie in Amen..

## Filmi

### Režiser
- 1993 - Metisse
- 1995 - La Haine
- 1997 - Assassin(s)
- 2000 - Škrlatne reke
- 2003 - Gothika

### Igralec
- 1995 - La Cite des Enfants perdus
- 1996 - Mon Homme
- 1997 - Peti element
- 1999 - Jakob the Liar
- 2001 - Amelie
- 2001 - Birthday Girl
- 2002 - Amen.
- 2002 - Asterix & Obelix: Misija Kleopatra
- 2005 - München (film)